# Jozef
Jozef und Józef sind in mehreren Sprachen verwendete Varianten des Vornamens Josef.

## Verbreitung
- Albanisch: Jozef
- Niederländisch: Jozef
- Polnisch: Józef
- Slowakisch: Jozef

## Namensträger

### Jozef
- Jozef Gabčík (1912–1942), tschechoslowakischer Widerstandskämpfer
- Jozef Haľko (* 1964), slowakischer katholischer Bischof
- Jozef IJsewijn (1932–1998), belgischer Philologe
- Jozef Kovalík (* 1992), slowakischer Tennisspieler
- Jozef Krnáč (* 1977), slowakischer Judoka
- Jozef Schell (1935–2003), belgischer Molekularbiologe

### Józef
- Józef Glemp (1929–2013), Erzbischof von Warschau
- Józef Grudzień (1939–2017), polnischer Boxer
- Józef Lange (1897–1972), polnischer Radsportler
- Józef Łuszczek (* 1955), polnischer Skilangläufer
- Józef Mehoffer (1869–1946), polnischer Maler und Grafiker
- Józef Piłsudski (1867–1935), polnischer Offizier und Staatsmann
- Józef Retinger (1888–1960), polnischer Literaturwissenschaftler und Politikberater
- Józef Życiński (1948–2011), Erzbischof von Lublin